# Sophie Södergren

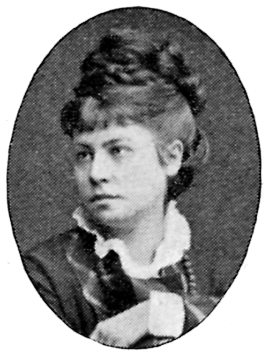
Sophie Södergren, Foto vor 1902

Sophie Södergren, eigentlich Johanna Sophia Augusta Södergren (geboren am 22. März 1847 in Stockholm; gestorben am 21. März 1923 ebenda), war eine schwedische Malerin.

## Leben und Werk
Nach der schulischen Ausbildung studierte Södergren ab 1864 Kunst in der Frauenabteilung (Fruntimmers-Afdelningen) der Kungliga Konsthögskolan in Stockholm. Sie gehörte neben Mimmi Zetterström, Christine Sundberg, Anna Nordgren, Amanda Sidwall und Anna Nordlander zu den ersten Frauen, die an der Kunsthochschule studieren durften. Im Herbst 1874 reiste sie zusammen mit Sidwall, Nordlander und Nordgren nach Paris, um ihre Studien fortzusetzen. Dort besuchten die Schwedinnen die Damenklasse der Académie Julian, wo Jules Lefebvre und Tony Robert-Fleury zu ihren Lehrern gehörten. Södergren war in Paris Teil eines Künstlerkreises, zu dem auch die schwedischen Malerkollegen Alfred Wahlberg, Hugo Salmson, Carl Skånberg und Olof Hermelin gehörten. 1876 arbeitete sie einige Zeit im Pariser Atelier des Malers Severin Nilsson. Ende der 1870er Jahre hielt sich Södergren zu Studienzwecken in Rom auf und kehrte später nach Stockholm zurück.
Södergren stellte ihre Werke wiederholt in Ausstellungen in Schweden und in Frankreich aus. 1878 zeigte sie auf der Pariser Weltausstellung Landschaftsbilder, die sie in Dieppe an der Küste der Normandie gemalt hatte. In ihren meist kleinformatigen Gemälden schuf Södergren neben solchen Landschaftsbildern auch Genremotive und Blumenstillleben. Eine Reihe ihrer Werke befindet sich in der Sammlung des Nationalmuseums in Stockholm.

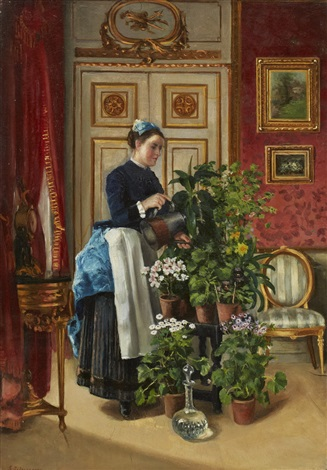
Sophie Södergren: Salonginteriör
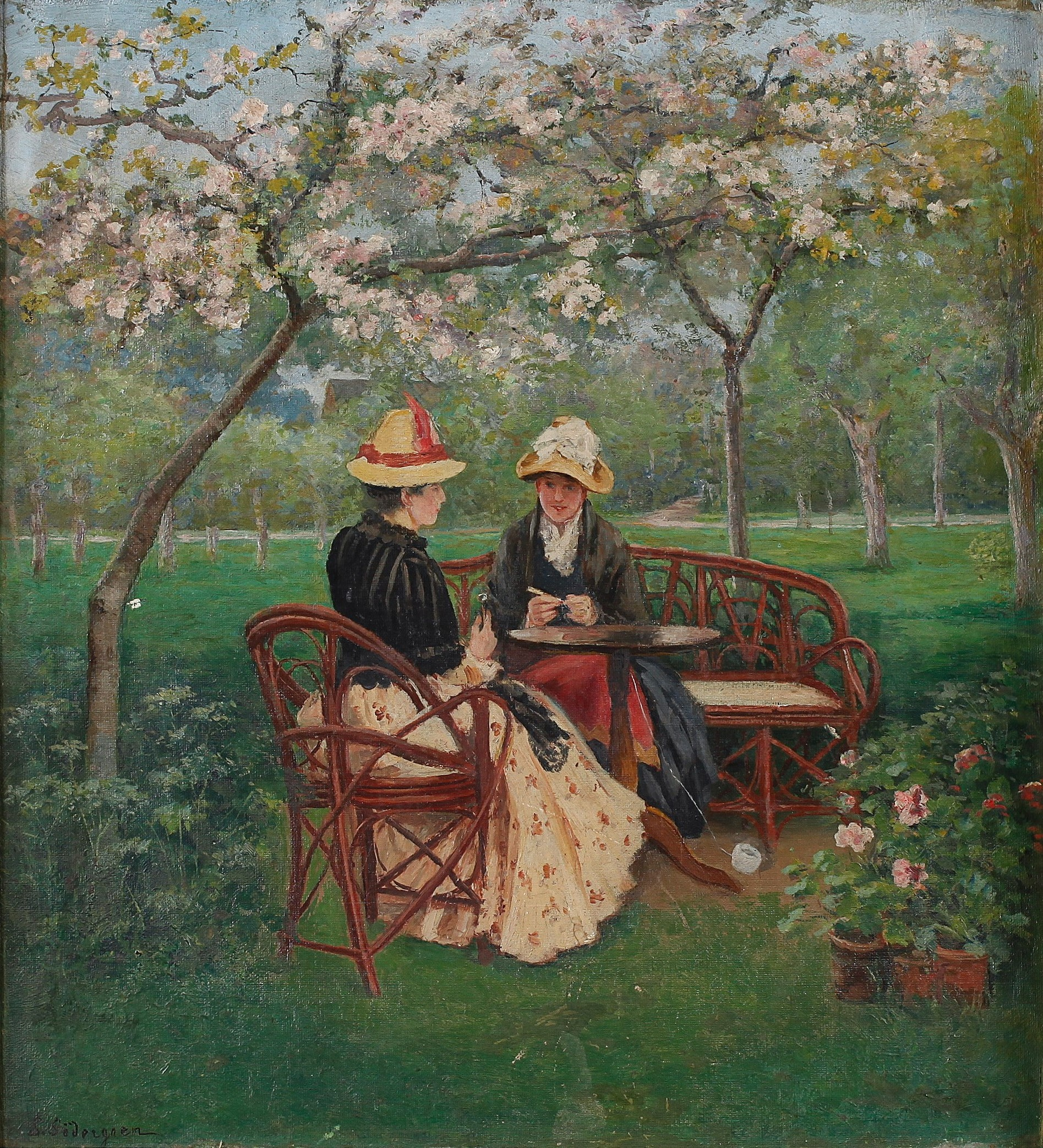
Sophie Södergren: Pratstund under blommande fruktträd
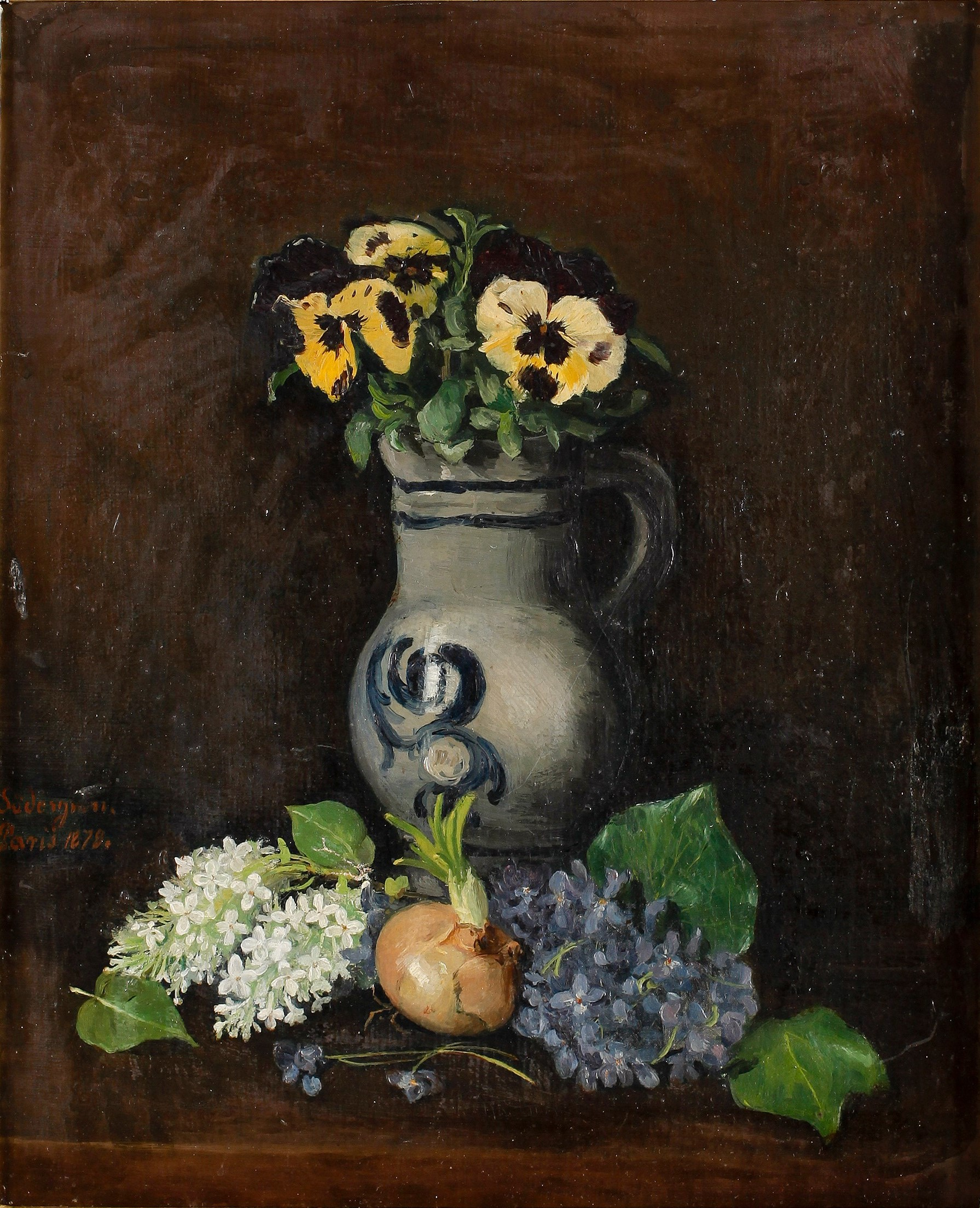
Sophie Södergren: Stilleben
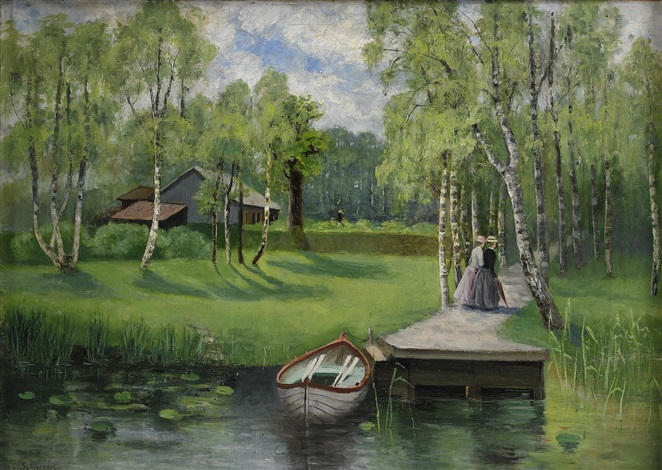
Sophie Södergren: Sommaridyll med flanerande flickor